# Церковь Святого Николая (Диппольдисвальде)
Церковь Святого Николая, или Николаикирхе (нем. St. Nikolai) — евангелическая кладбищенская церковь в саксонском городе Диппольдисвальде. Здание церкви построено в первой половине XIII века в романском стиле и сохранилось до наших дней практически без изменений.

## История

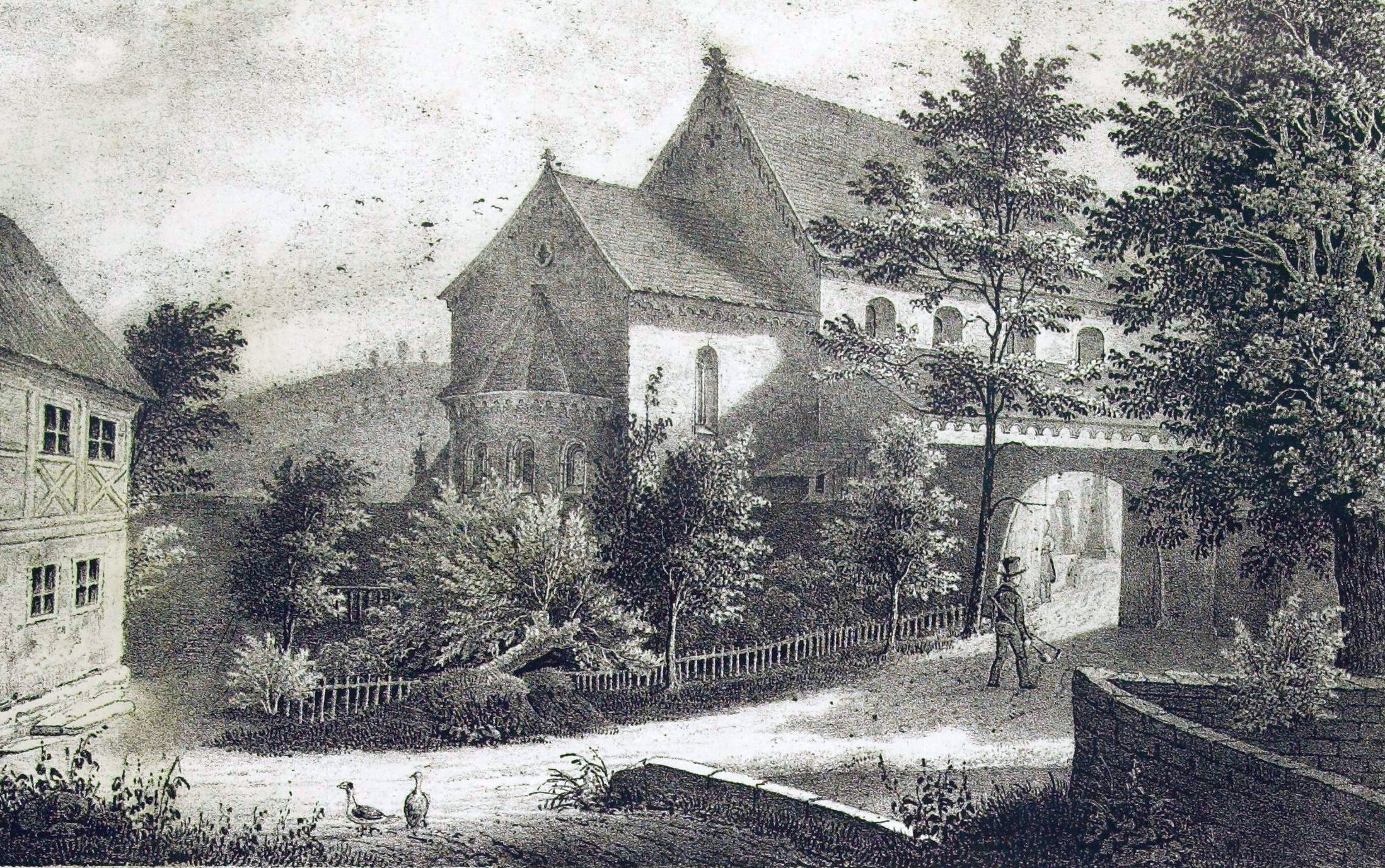
Церковь на рисунке 1848 года

Церковь Святого Николая была построена в первой половине XIII века.
В 1602 году вокруг здания церкви было организовано кладбище и с тех пор она служит в качестве кладбищенской. Во многом благодаря именно этому церковь не была перестроена в последующие годы согласно веяниям времени.
В 1882—1883 годах церковь была отреставрирована под руководством архитектора и строителя Готхильфа Людвига Мёккеля.
В 1995—1996 годах проводились исследования церкви специалистами по защите памятников архитектуры.
Храм и по сей день является кладбищенским с нерегулярными богослужениями. Внешние фасады были отреставрированы в 1990-е годы, но интерьер требует реставрации.

## Архитектура и убранство
Церковь построена из песчаника как трёхнефная романская базилика с одной алтарной апсидой. Высота центрального нефа около 18 м. Длина всей церкви около 30 м, а ширина около 18 м. Немного заостренные арки окон и порталов внутри церкви говорят о том, что она имеет готическое влияние. В интерьере сохранилось множество объектов монументального искусства XIII—XIV вв., такие как фрески и скульптуры. Особое художественное значение имеют фрески, расположенные на южной стене. Они представляют собой два ряда по 15 фресок в каждом. Верхний ряд изображает сцены Воскресения Иисуса Христа, нижний ряд изображает сцены из жизни святителя Николая Чудотворца. На северной стене также находились фрески, но они не сохранились.
В церкви также имеется ряд средневековых скульптур, в том числе и статуя святого Николая и несколько надгробных плит.
Позднеготический резной алтарь состоит из остатков более раннего деревянного алтаря. Еще в 1839 году он был описан как очень старый и позолоченный. Есть версия, что первоначально он стоял в городской церкви св. Лаврентия. Похожие алтари можно найти в церквях сёл Хёкендорф и Зайферсдорф.

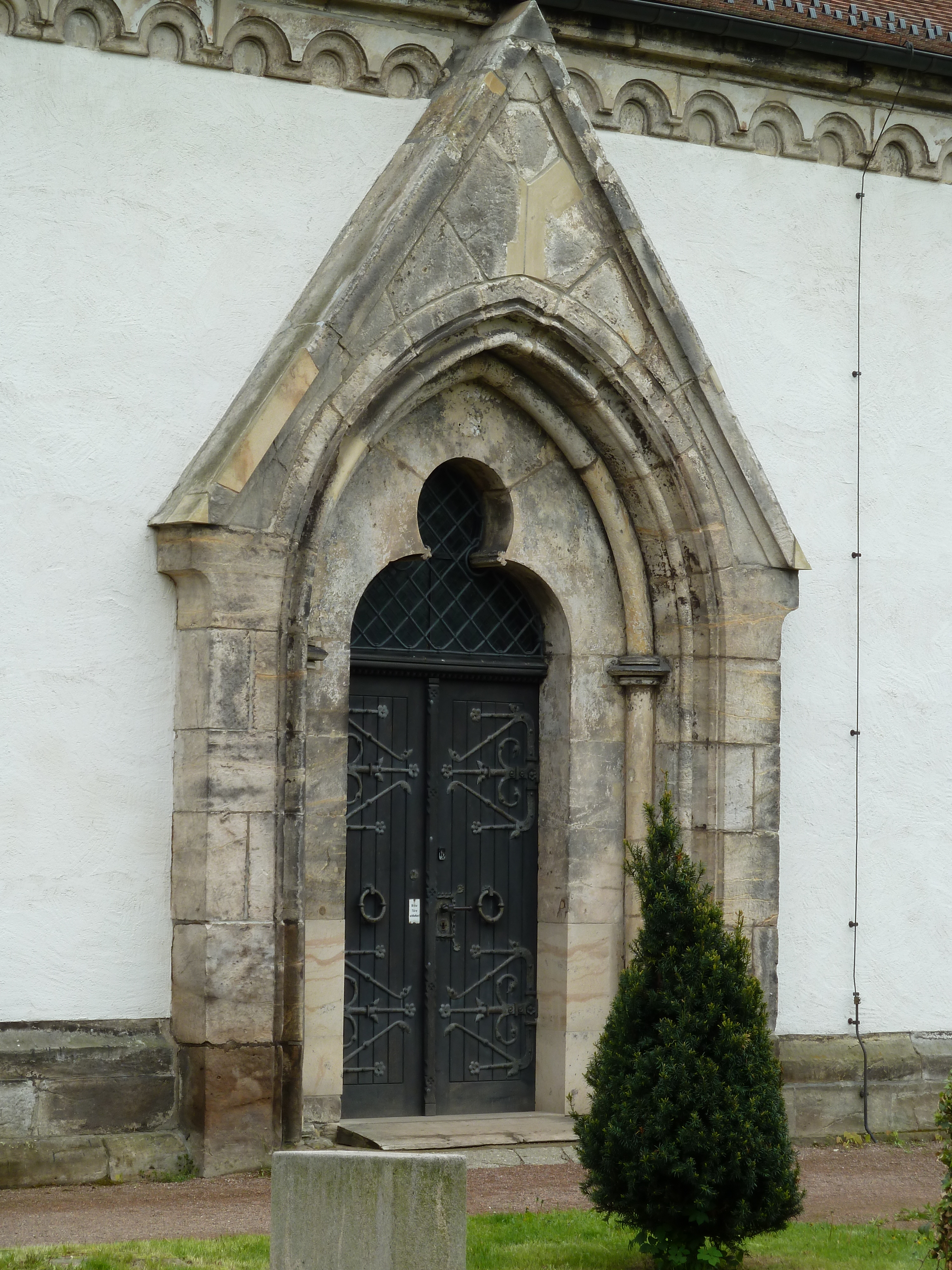
Один из порталов
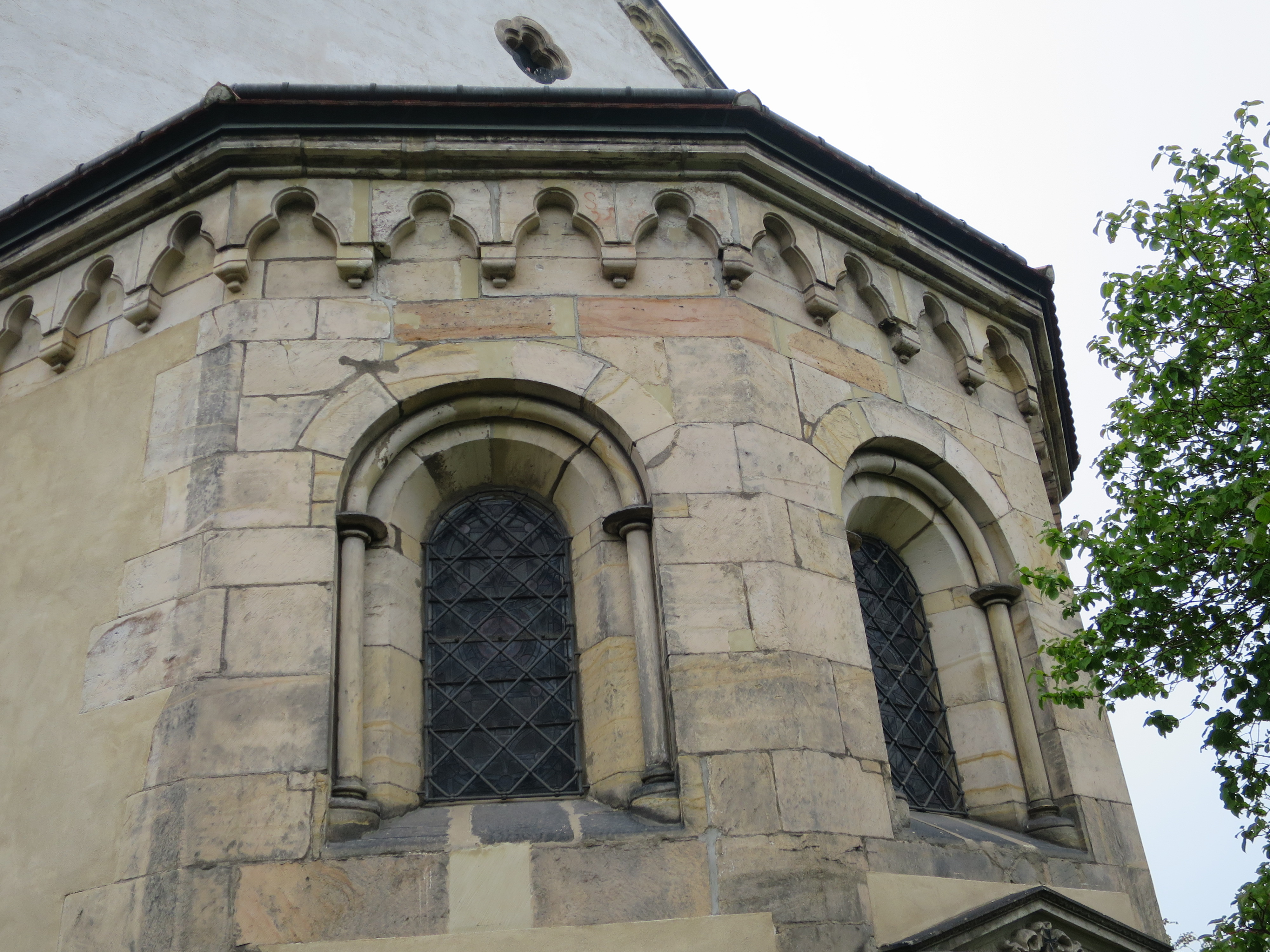
Фрагмент алтарной апсиды
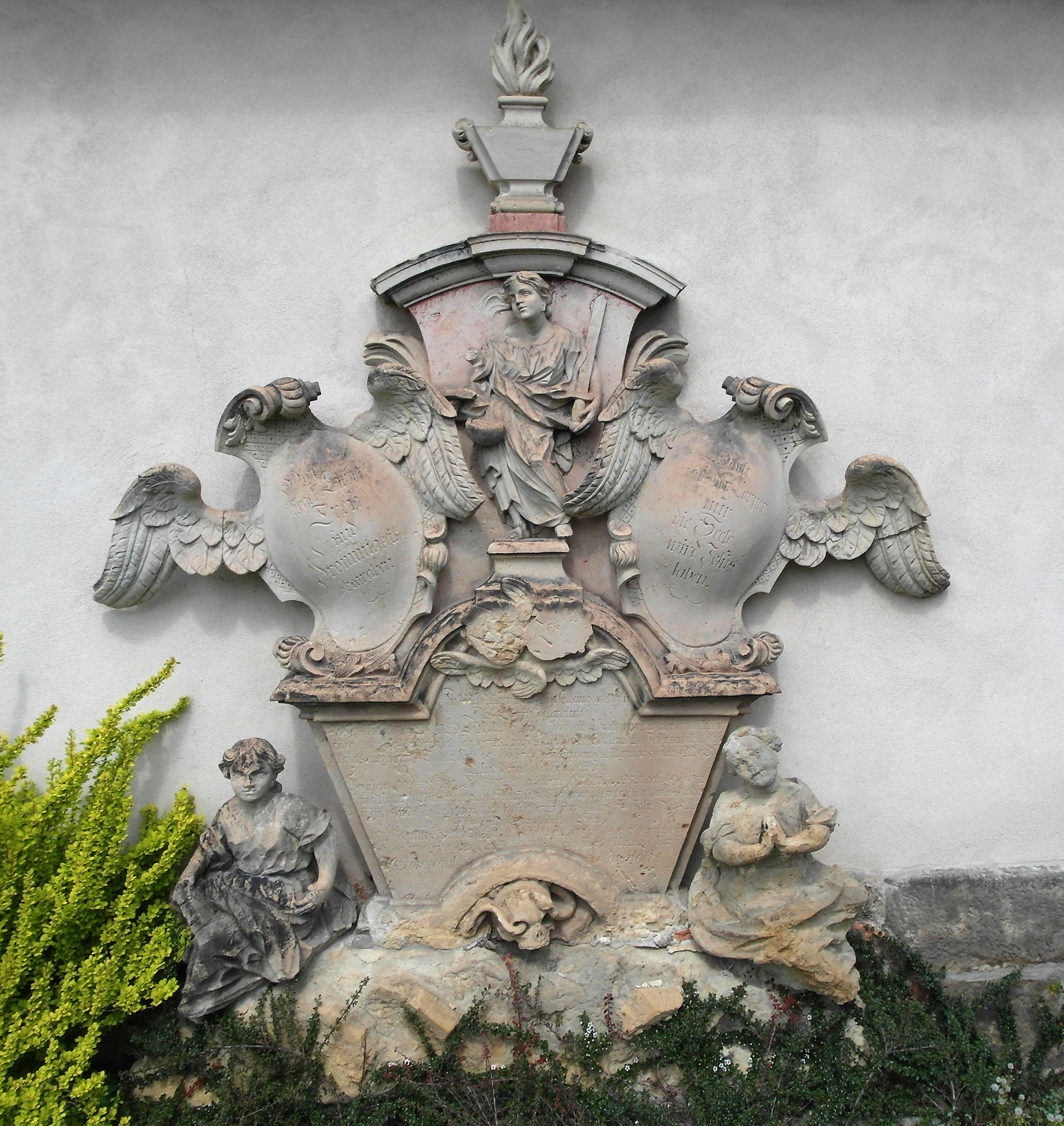
Надгробие у церковной стены XVIII в.
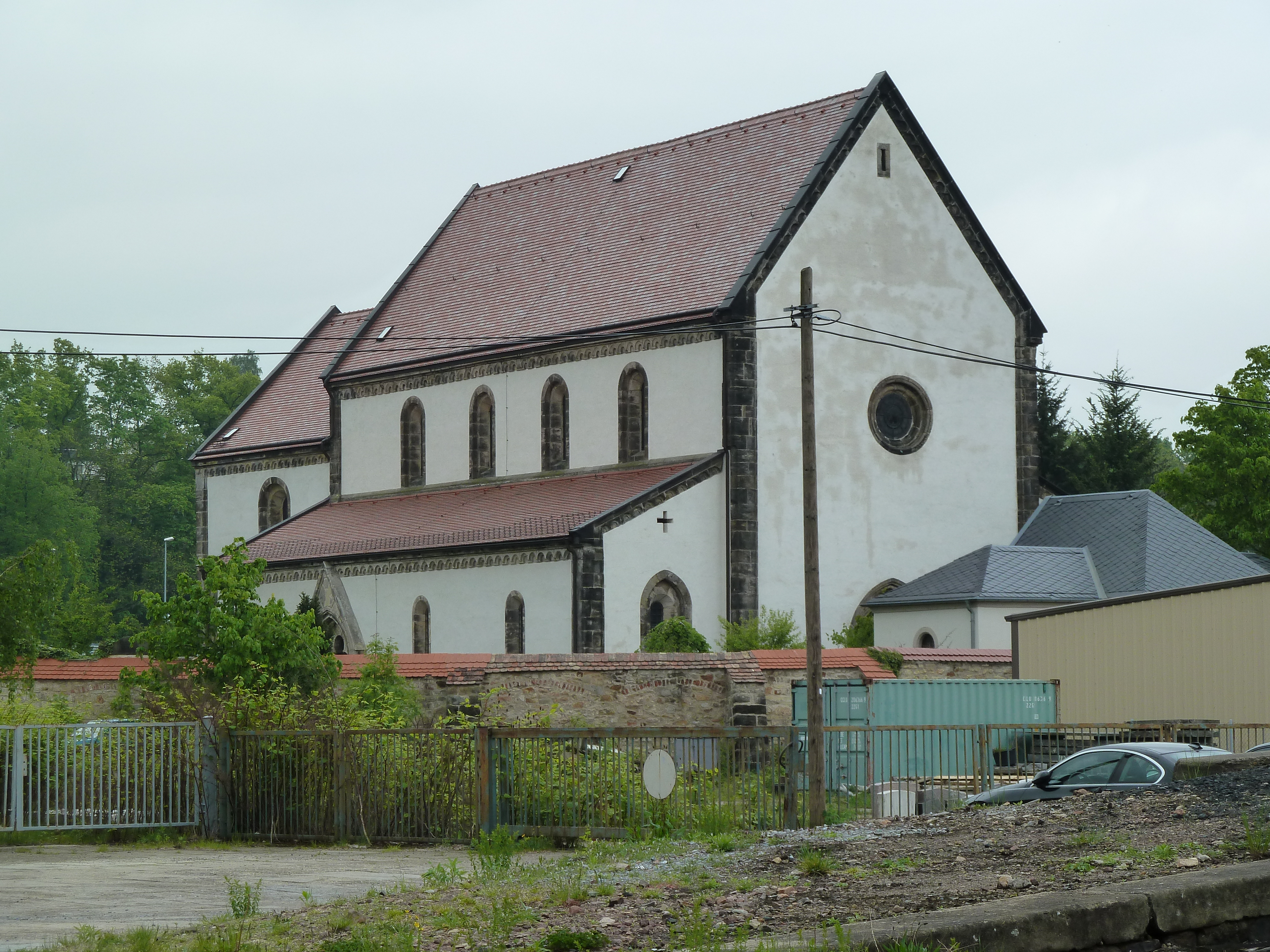
Северный и западный фасады
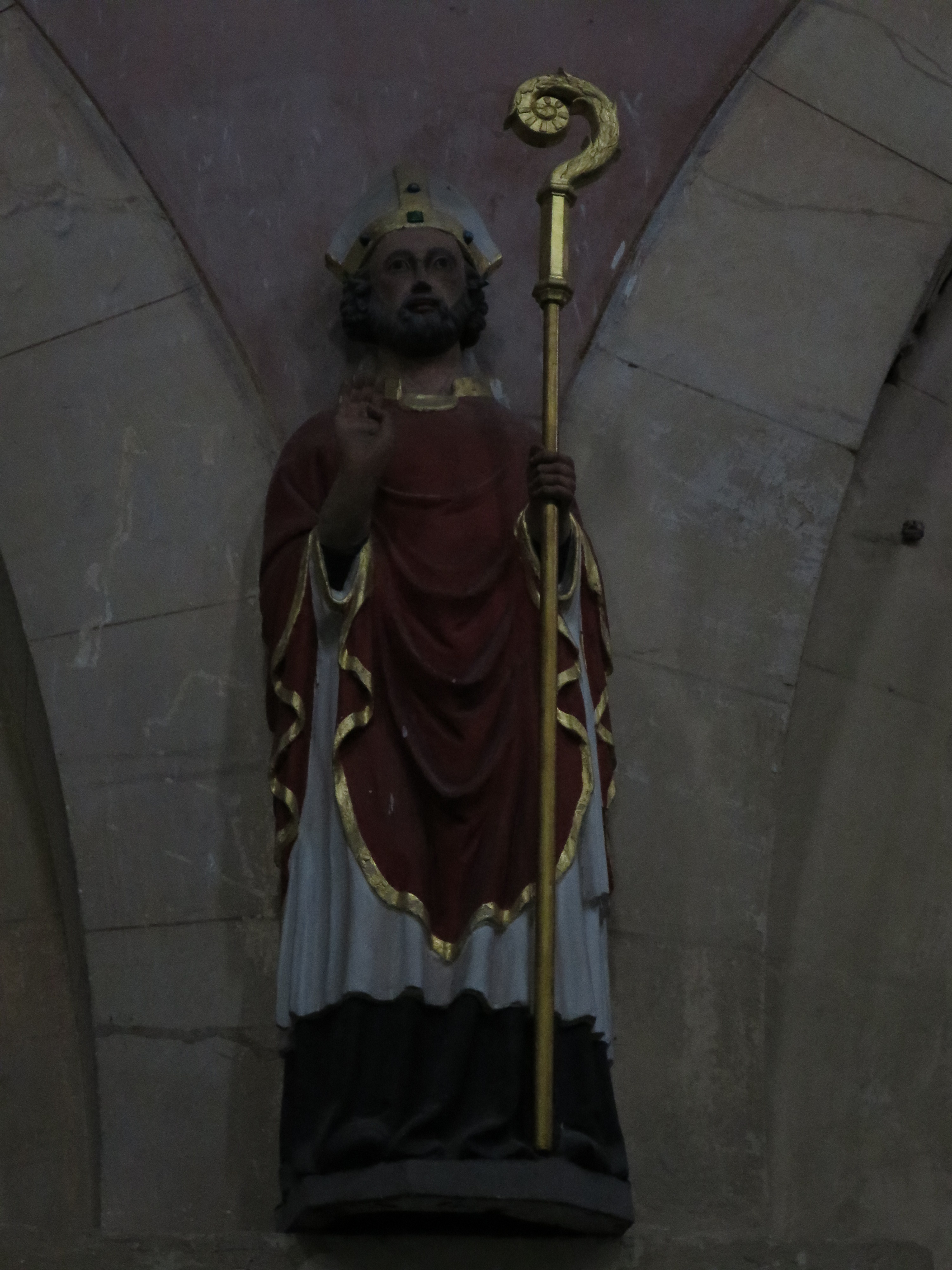
Скульптура Николая Чудотворца внутри церкви, прибл. XIV в.
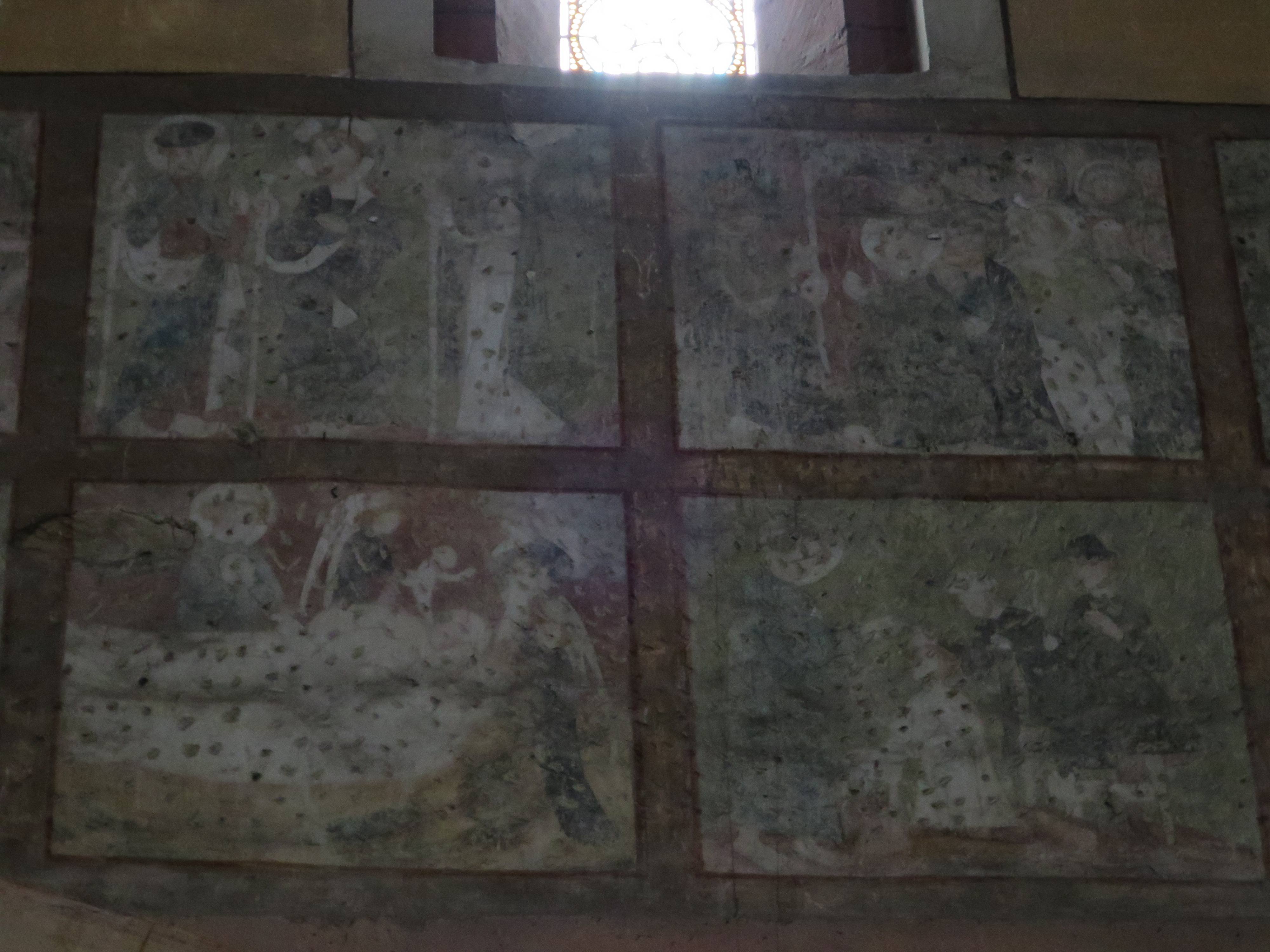
Фрагмент росписей XIII-XIV вв.
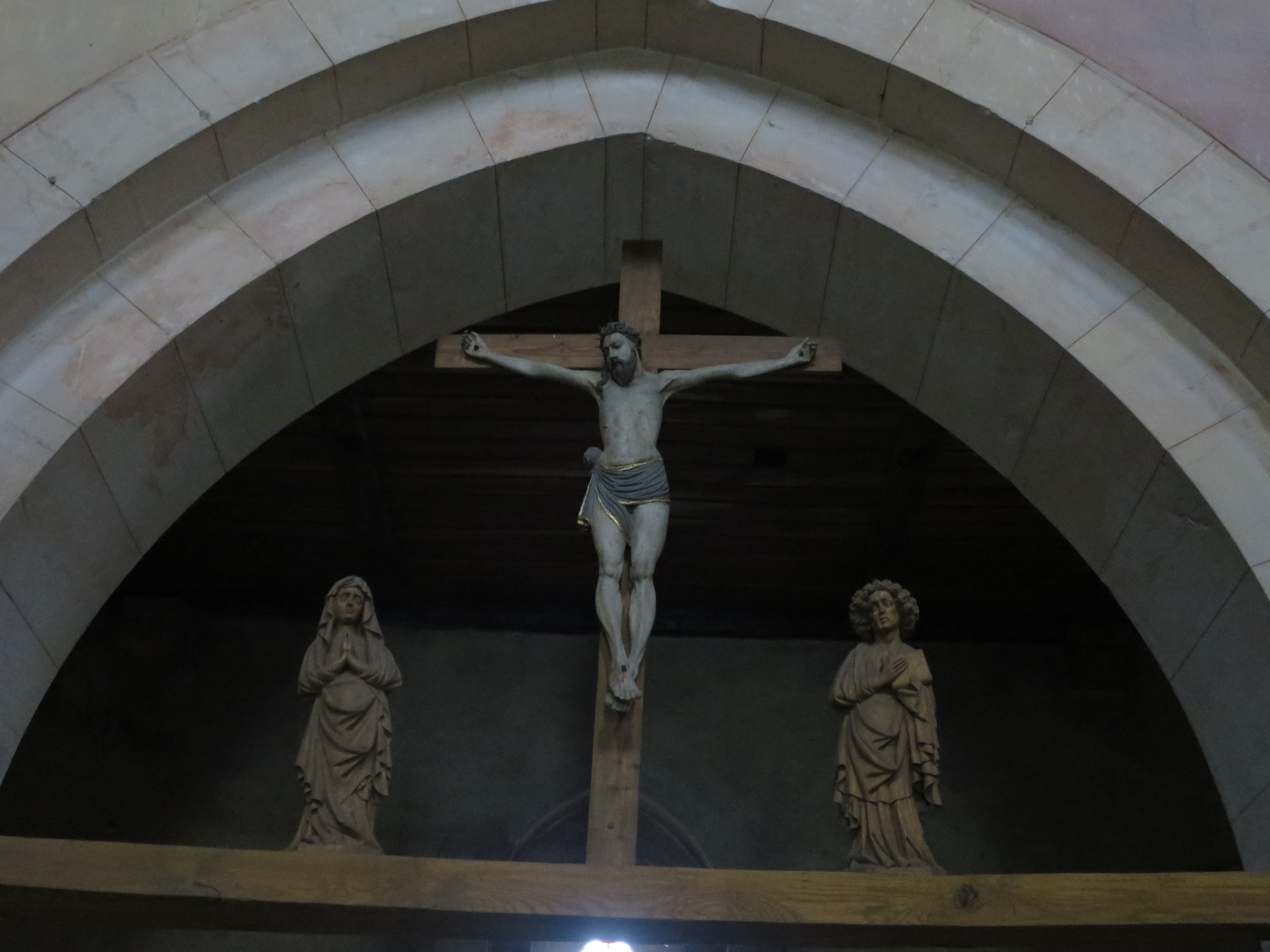
Распятие, прибл. XV-XVI вв.
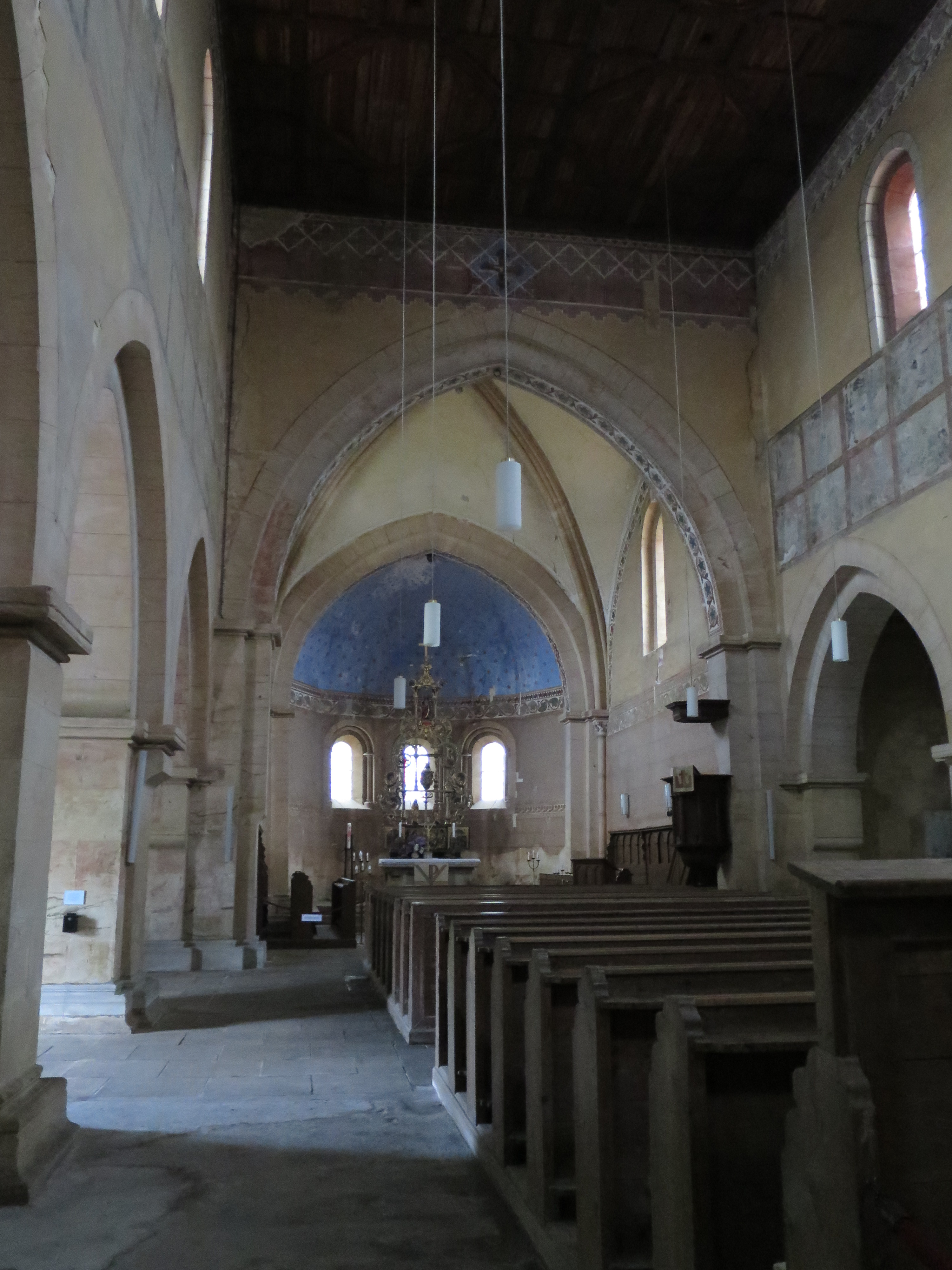
Интерьер